# Finales de la NBA de 2011
Las Finales de la NBA de 2011 enfrentan, al mejor de siete partidos, a los equipos campeones de las eliminatorias de la Conferencia Oeste y de la Conferencia Este. El equipo que primero consiga ganar cuatro partidos o finales será el campeón de la temporada 2010-2011.
El representante de la Conferencia Este es Miami Heat, que consiguió su clasificación para la final de la NBA el 26 de mayo, al ganar el quinto partido de su eliminatoria contra Chicago, por 80-83.
Por parte de la Conferencia Oeste se clasificó, el 25 de mayo, el equipo de Dallas Mavericks, que tras ganar por 100-96 en el quinto encuentro de su serie en su propia pista, se medirán a Miami Heat en la Final de la NBA, a partir del 31 de mayo. De esta forma, el conjunto texano conseguía llegar a las finales por segunda vez en su historia.
Se repite, así, la gran final de 2006 entre los mismos contendientes.

## Antecedentes históricos

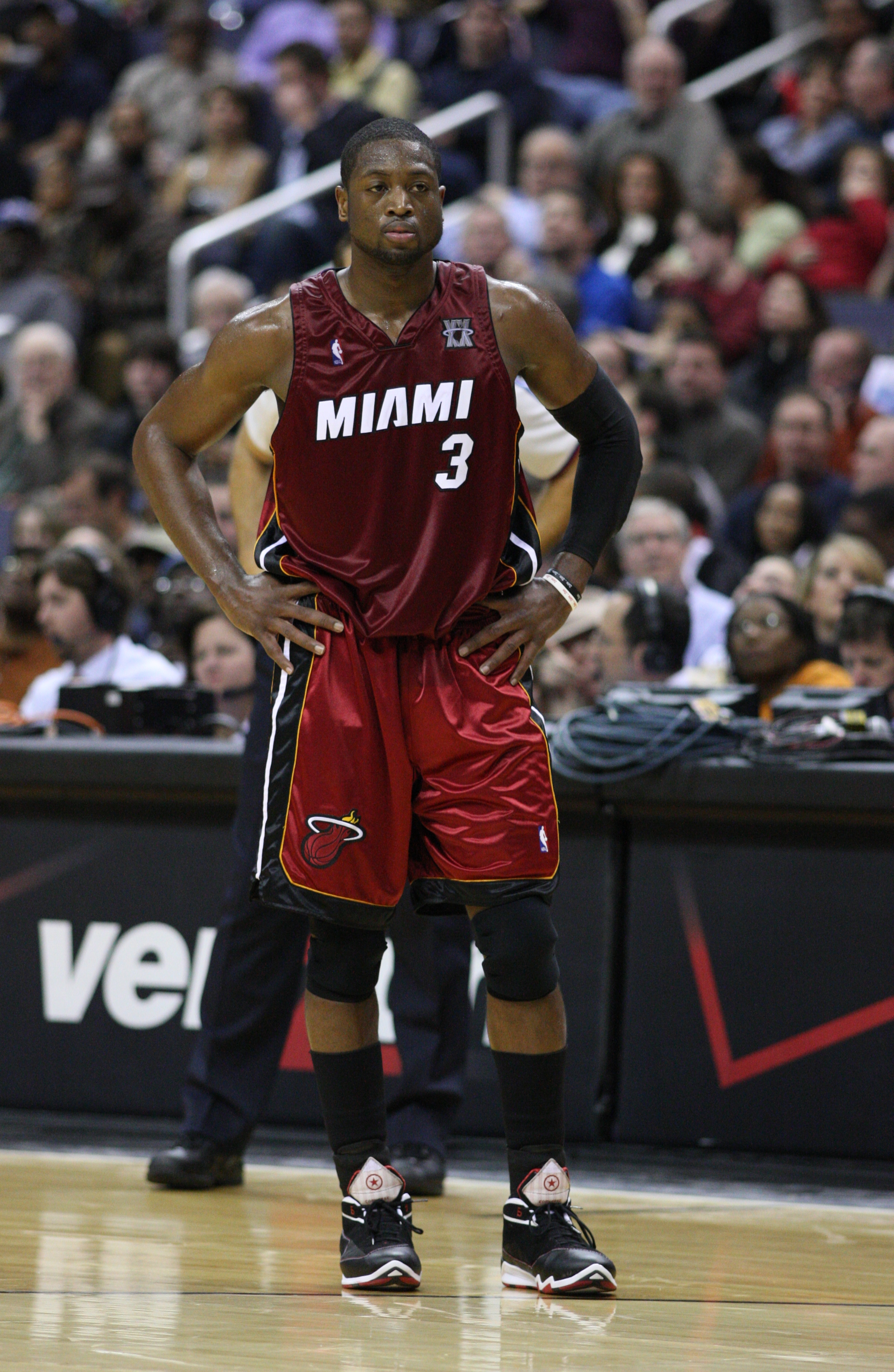
Dwyane Wade obtuvo el MVP de las finales de 2006.

| Año  | FINAL                         | Resultado | MVP         | Balance Histórico |
| ---- | ----------------------------- | --------- | ----------- | ----------------- |
| 2006 | Miami Heat - Dallas Mavericks | 4-2       | Dwyane Wade | 1-0               |

## Calendario
| Partido | Equipos                       | Día         | Hora     | TV en USA |
| ------- | ----------------------------- | ----------- | -------- | --------- |
| #1      | Miami Heat - Dallas Mavericks | 31 de mayo  | 21:00 ET | ABC       |
| #2      | Miami Heat - Dallas Mavericks | 2 de junio  | 21:00 ET | ABC       |
| #3      | Dallas Mavericks - Miami Heat | 5 de junio  | 20:00 ET | ABC       |
| #4      | Dallas Mavericks - Miami Heat | 7 de junio  | 21:00 ET | ABC       |
| #5      | Dallas Mavericks - Miami Heat | 9 de junio  | 21:00 ET | ABC       |
| #6      | Miami Heat - Dallas Mavericks | 12 de junio | 20:00 ET | ABC       |
| #7 (*)  | Miami Heat - Dallas Mavericks | 14 de junio | 21:00 ET |           |

(*): No se ha jugado porque se conoció al campeón en el sexto partido.

## Enfrentamientos previos en temporada regular 2010-2011
En los enfrentamientos entre ambos equipos durante esta temporada, se ha dado el mismo resultado: victoria del equipo de Dallas. Los dos encuentros tuvieron marcadores altos y su tónica general fue la igualdad. Dallas sorprendió a los Heat en su gira de finales de diciembre por el Este (96-98). Un mes antes, ya les habían derrotado en su feudo por 106-95. 
| Reportaje   | Fecha      | Equipos                     | Resultado | Lugar                                       |
| ----------- | ---------- | --------------------------- | --------- | ------------------------------------------- |
| Reportaje 1 | 27/11/2010 | Dallas Mavericks-Miami Heat | 106-95    | American Airlines Center, en Dallas (Texas) |
| Reportaje 2 | 20/12/2010 | Miami Heat-Dallas Mavericks | 96-98     | American Airlines Arena, en Miami (Florida) |

## Camino hacia la Final de la NBA
La trayectoria en las eliminatorias de playoffs de ambos equipos ha sido: 
|       | Equipo           | 1ª Ronda                           | Semifinal de Conferencia       | Final de Conferencia              |
| ----- | ---------------- | ---------------------------------- | ------------------------------ | --------------------------------- |
| ESTE  | Miami Heat       | Ganó a Philadelphia Sixers, 4-1    | Ganó a Boston Celtics, 4-1     | Ganó a Chicago Bulls, 1-4         |
| OESTE | Dallas Mavericks | Ganó a Portland Trail Blazers, 4-2 | Ganó a Los Angeles Lakers, 0-4 | Ganó a Oklahoma City Thunder, 4-1 |

## Final de la NBA
|  |                  |   |  |  |
|  | Miami Heat       | 2 |  |  |
|  | Miami Heat       | 2 |  |  |
|  | Dallas Mavericks | 4 |  |  |

| 31 de mayo                     | Miami Heat | 92–84                                 | Dallas Mavericks | |  |  |
| 21.00 h ET                     | Parciales: 16-17, 27-27, 22-17, 27-23                                                                                              | Parciales: 16-17, 27-27, 22-17, 27-23 | Parciales: 16-17, 27-27, 22-17, 27-23                                                                                     | |  |  |
|                                | Estadísticas LeBron James (24) Dwyane Wade (10) Dwyane Wade (6) Otros: Dwyane Wade (22 puntos); Chris Bosh (19 puntos y 9 rebotes) | Reportaje Pts Reb Asts Otros          | Estadísticas Dirk Nowitzki (27) Shawn Marion (10) Jason Kidd (6) Otros: Shawn Marion (16 puntos); Jason Terry (12 puntos) | Pabellón: AmericanAirlines Arena, Miami (Florida) Asistencia: 20.003 espectadores Árbitros: #29 Steve Javie, #24 Mike Callahan y #55 Bill Kennedy Televisión: ABC |  |  |
| Miami Heat lidera la serie 1-0 | |                                       | | |  |  |
|                                | |                                       | | |  |  |

| 2 de junio                           | Miami Heat | 93–95                                 | Dallas Mavericks | |  |  |
| 21.00 h ET                           | Parciales: 28-28, 23-23, 24-20, 18-24 | Parciales: 28-28, 23-23, 24-20, 18-24 | Parciales: 28-28, 23-23, 24-20, 18-24 | |  |  |
|                                      | Estadísticas Dwyane Wade (36) LeBron James y Chris Bosh (8) Dwyane Wade (6) Otros: LeBron James (20 puntos y 4 robos); Mike Bibby (14 puntos y 4 robos) | Reportaje Pts Reb Asts Otros          | Estadísticas Dirk Nowitzki (24) Dirk Nowitzki (11) Jason Kidd y Jason Terry (5) Otros: Shawn Marion (20 puntos y 8 rebotes); Tyson Chandler (13 puntos y 7 rebotes); Jason Terry (16 puntos) | Pabellón: AmericanAirlines Arena, Miami (Florida) Asistencia: 20.003 espectadores Árbitros: #17 Joe Crawford, #14 Ed Malloy y #41 Ken Mauer Televisión: ABC |  |  |
| Dallas Mavericks empata la serie 1-1 | |                                       | | |  |  |
|                                      | |                                       | | |  |  |

| 5 de junio                     | Dallas Mavericks                                                                                                   | 86–88                                 | Miami Heat | |  |  |
| 20.00 h ET                     | Parciales: 22-29, 20-18, 22-20, 22-21                                                                              | Parciales: 22-29, 20-18, 22-20, 22-21 | Parciales: 22-29, 20-18, 22-20, 22-21                                                                                   | |  |  |
|                                | Estadísticas Dirk Nowitzki (34) Dirk Nowitzki y Tyson Chandler (11) Jason Kidd (10) Otros: Jason Terry (15 puntos) | Reportaje Pts Reb Asts Otros          | Estadísticas Dwyane Wade (29) Dwyane Wade (11) LeBron James (9) Otros: Chris Bosh (18 puntos); LeBron James (17 puntos) | Pabellón: American Airlines Center, Dallas (Texas) Asistencia: 20.340 espectadores Árbitros: #43 Dan Crawford, #48 Scott Foster y #9 Derrick Stafford Televisión: ABC |  |  |
| Miami Heat lidera la serie 2-1 | |                                       | | |  |  |
|                                | |                                       | | |  |  |

| 7 de junio                           | Dallas Mavericks | 86–83                                 | Miami Heat                                                                                    | |  |  |
| 21.00 h ET                           | Parciales: 21-21, 24-26, 20-22, 21-14 | Parciales: 21-21, 24-26, 20-22, 21-14 | Parciales: 21-21, 24-26, 20-22, 21-14                                                         | |  |  |
|                                      | Estadísticas Dirk Nowitzki (21) Tyson Chandler (16) José Juan Barea (4) Otros: Jason Terry (17 puntos); Shawn Marion (16 puntos); Dirk Nowitzki (11 rebotes) | Reportaje Pts Reb Asts Otros          | Estadísticas Dwyane Wade (32) LeBron James (9) LeBron James (7) Otros: Chris Bosh (24 puntos) | Pabellón: American Airlines Center, Dallas (Texas) Asistencia: 20.430 espectadores Árbitros: #13 Monty McCutchen, #8 Marc Davis y #57 Greg Willard Televisión: ABC |  |  |
| Dallas Mavericks empata la serie 2-2 | |                                       |                                                                                               | |  |  |
|                                      | |                                       |                                                                                               | |  |  |

| 9 de junio                           | Dallas Mavericks | 112–103                               | Miami Heat | |  |  |
| 21.00 h ET                           | Parciales: 30-31, 30-26, 24-22, 28-24 | Parciales: 30-31, 30-26, 24-22, 28-24 | Parciales: 30-31, 30-26, 24-22, 28-24                                                                                                  | |  |  |
|                                      | Estadísticas Dirk Nowitzki (29) Tyson Chandler (7) Jason Kidd y Jason Terry (6) Otros: Jason Terry (21 puntos); José Juan Barea (17 puntos) | Reportaje Pts Reb Asts Otros          | Estadísticas Dwyane Wade (23) LeBron James y Chris Bosh (10) LeBron James (10) Otros: Chris Bosh (19 puntos); LeBron James (17 puntos) | Pabellón: American Airlines Center, Dallas (Texas) Asistencia: 20.433 espectadores Árbitros: #17 Joe Crawford, #24 Mike Callahan y #55 Bill Kennedy Televisión: ABC |  |  |
| Dallas Mavericks lidera la serie 2-3 | |                                       | | |  |  |
|                                      | |                                       | | |  |  |

| 12 de junio                        | Miami Heat | 95–105                                | Dallas Mavericks | |  |  |
| 20.00 h ET                         | Parciales: 27-32, 24-21, 21-28, 23-24 | Parciales: 27-32, 24-21, 21-28, 23-24 | Parciales: 27-32, 24-21, 21-28, 23-24                                                                                         | |  |  |
|                                    | Estadísticas LeBron James (21) Udonis Haslem (9) Mario Chalmers (7) Otros: Chris Bosh (19 puntos y 8 rebotes); Dwyane Wade (17 puntos, 8 rebotes y 6 asistencias) | Reportaje Pts Reb Asts Otros          | Estadísticas Jason Terry (27) Dirk Nowitzki (11) Jason Kidd (8) Otros: Dirk Nowitzki (21 puntos); José Juan Barea (15 puntos) | Pabellón: AmericanAirlines Arena, Miami (Florida) Asistencia: 20.003 espectadores Árbitros: #29 Steve Javie, #48 Scott Foster y #9 Derrick Stafford Televisión: ABC |  |  |
| Dallas Mavericks gana la serie 2-4 | |                                       | | |  |  |
|                                    | |                                       | | |  |  |